# Caught in the Crossfire
Caught in the Crossfire ist das Debüt-Soloalbum des englischen Rockmusikers John Wetton, das im Oktober 1980 erschien. Das Album ist dem Hard Rock zuzuordnen.

## Geschichte
Aufgenommen mit Gitarrist Martin Barre (von Jethro Tull), Schlagzeuger Simon Kirke (von Bad Company) sowie Saxophonist Malcolm Duncan (von Average White Band), mit dem Wetton bei Mogul Thrash gespielt hatte. Die Veröffentlichung des Albums erfolgte während einer Übergangsphase in Wettons Karriere, nachdem er Großbritannien verlassen hatte, aber bevor er sich Wishbone Ash anschloss und dann Asia gründete.
„When Will You Realize?“ war zuvor von U. K. aufgenommen und 1979 als B-Seite der Single „Night After Night“ veröffentlicht worden. Außerdem wurde der Refrain von „Woman“ 1974 als Instrumentalpassage auf „Fallen Angel“ von King Crimson überarbeitet auf ihrem Album „Red“.
Caught in the Crossfire wurde mehrfach mit verschiedenen Albumcovern neu aufgelegt. Das Artwork der ursprünglichen britischen Vinyl-Ausgabe wurde vom Kunststudio Hipgnosis entworfen. In den USA wurde das Album erstmals Anfang 1986 von Jem Records veröffentlicht. 2024 wurde das Album auf der 8-CD-Box: An Extraordinary Life (The Solo Albums) in einer Remastered Fassung veröffentlicht. Diese Box umfasst 115 Songs und hat insgesamt 51 Bonus-Tracks.

## Titelliste
Die Lieder (Texte, Musik) wurden von John Wetton, Pete Sinfield (8), Curt Cuomo (11), Bob Marlette (12) und Tom Whitlock (12) geschrieben.
1. Turn On the Radio – 3:47
2. Baby Come Back – 3:24
3. When Will You Realize? – 4:34
4. Cold Is the Night – 5:22
5. Paper Talk – 4:00
6. Get Away – 4:30
7. Caught in the Crossfire – 5:03
8. Get What You Want – 3:18
9. I’ll Be There – 3:33
10. Woman – 4:33
11. Every Inch of the Way – 4:39 (1999 Bonus)
12. Out of the Blue – 4:32 (1999 Bonus)

## Singleauskopplungen
- 1980: Turn On the Radio
- 1980: I’ll Be There